# Ernesto Palacio (tenor)
Ernesto Palacio (Lima, Perú, 19 de octubre de 1946) es un tenor peruano, que desarrolló una importante carrera abordando el repertorio de óperas de Mozart y Rossini. Junto a Luigi Alva y Juan Diego Flórez, es uno de los tres grandes tenores "di grazia" más importantes de Perú.

## Biografía
Comenzó sus estudios de canto en su ciudad natal, Lima (Perú) y los continuo en  Milán, y después de ganar el primer premio en el "Voci Nuovi Rossiniane" competencia organizada por la RAI en 1972, hizo su debut en la radio como Lindoro en L'italiana in Algeri. 
Él cantó en Italia en muchos teatros de prestigio como el Teatro Scala de Milán, el Teatro San Carlo de Nápoles, el Regio de Torino, La Fenice de Venecia, la Academia Santa Cecilia, la Opera de Roma. También actuó en el Royal Opera House en Londres, en la Opera de Zúrich, en la Opera de Múnich, Aix-en-Provence Festival, en el Teatro Liceo de Barcelona, entre otros. 
También disfrutó de una carrera en Norteamérica y Sudamérica, presentándose en el Metropolitan Opera en Nueva York, Houston y Dallas, el Teatro Colón en Buenos Aires, el Teatro Municipal de Santiago en Chile y el Teatro Nacional en Caracas. 
Fue uno de los mejores Tenore di Grazia de sus tiempos, posee una pequeña pero bien proyectada voz de gran alcance y agilidad, que utilizaba con mucha musicalidad, excelente en el repertorio Rossini, Donizetti, Bellini, también Mozart y Cimarosa. 
Él puede ser oído en una serie de grabaciones, especialmente en L'italiana in Algeri, frente a Marilyn Horne, y en Maometto II, frente a June Anderson y Samuel Ramey, bajo Claudio Scimone. 
Palacio es una de las figuras más importantes del repertorio clásico y lírico ligero, destacando por su gran línea de canto y de interpretación en las operas de Mozart y de Rossini, principalmente. A su iniciativa y dedicación a la investigación musical, se debe la recuperación importante de obras de estos autores y de otros que no solamente llevó a la escena sino que forman parte de una singular y extraordinaria grabación de discos de óperas que en cierto modo estaban olvidadas. 
Es a partir de los años 70 que inicia una gran carrera internacional que lo llevó a estar presente en los principales teatros de Europa, Estados Unidos y América Latina. Él cantó en Italia, en teatros como la Scala de Milán el Teatro San Carlo de Nápoles, el Regio Di Parma, entre otros.
También canto en el Royal Opera House en Londres, Aix-en-Provence Festival, en el Teatro Liceo de Barcelona, etc En la continuación de su carrera internacional , se presentó exitosamente en el Metropolitan Opera de Nueva York, Houston y Dallas, el Colón de Buenos Aires, el Teatro Teresa Carreño de Caracas y naturalmente en el Teatro Municipal de Lima, su ciudad natal en el Perú, donde siempre cosechó grandes éxitos de la crítica especializada y del público. 
Palacio ha sido considerado uno de los mejores tenores di grazia de nuestros tiempos, posee una voz bien proyectada , de gran alcance y agilidad, un fraseo elegante y una línea de canto que pone de manifiesto su gran dominio técnico y su capacidad interpretativa. Estas virtudes, que prueban su musicalidad, le ha permitido desarrollar a un nivel de excelencia el exigente repertorio de obras de Rossini, Donizetti, Bellini, pero también Mozart y Cimarosa entre otros. 
Las grabaciones de Palacios son numerosas. Pasando de 60 donde se incluyen obras muy conocidas y otras que se han recuperado gracias a su iniciativa. Entre estas grabaciones, destaca en L'italiana in Algeri, de Rossini, junto a Marilyn Horne; también en Maometto II junto a June Anderson y Samuel Ramey, bajo la dirección de Claudio Scimone. Entre sus grabaciones destaca también una dedicada a difundir bellas melodías de su páis natal el Perú. 
Palacio se retiró de los escenarios a fines de los 90, pero se ha mantenido muy vinculado a la lírica internacional sea como Agente Artístico de cantantes líricos del primer nivel internacional, como Daniela Barcelona y Juan Diego Flórez, pero también por iniciativas artísticas sugerentes, como el Festival Internacional de Opera Alejandro Granda, que se lleva a cabo cada año donde ya ha presentado las operas Rigoletto, Attila, Favorite, Norma, Barbero de Sevilla, Réquiem de Verdi, Don Carlos, Guillermo Tell, Atahualpa, Romeo y Julieta y Lucia de Lammermoor con artistas internacionales destacados. En abril de 2015 interrumpió su actividad de agente teatral y en enero de 2016 empezó su trabajo como director artístico del prestigioso Rossini Opera Festival de Pesaro.

## Discografía
- "Metastasio's Kings and Heroes / Re ed eroi di Pietro Metastasio", 1993; sello Agorá.